# مسيرة دونالد ترامب الإعلامية
قبل إعلانه عن ترشحه الأول لمنصب الرئاسة في عام 2015، سعى الرئيس الخامس والأربعون والسابع والأربعون دونالد ترامب إلى الشهرة طوال مسيرته المهنية في مجال العقارات التي حظيت بتغطية إعلامية واسعة وظهوره على شاشات التلفزيون بكثرة. لقد جعلته أسلوب حياته الباذخ وأسلوبه الصريح ودوره في برنامج الواقع ذا أبرينتايس على قناة إن بي سي شخصية عامة معروفة في الحياة الأمريكية لمدة نصف قرن تقريبًا.
قبل الترشح لمنصب الرئاسة في عام 2015، سعى الرئيس الخامس والأربعون والسابع والأربعون دونالد ترامب إلى الشهرة من خلال مسيرته المهنية في مجال العقارات التي حظيت بتغطية إعلامية واسعة وظهوره على شاشات التلفزيون. لقد جعلته أسلوب حياته الباذخ وأسلوبه الصريح ودوره في برنامج الواقع ذا أبرينتايس على قناة إن بي سي شخصية عامة معروفة في الحياة الأمريكية لمدة نصف قرن تقريبًا.
أصدر ترامب العديد من الكتب التي كتبها كُتَّاب خفيين، وأبرزها كتاب فن الصفقة (1987). وبدءًا من تسعينيات القرن العشرين، كان ضيفًا منتظمًا في برنامج هوارد ستيرن وغيره من البرامج الحوارية، وانضم إلى شركة المصارعة المحترفة اتحاد المصارعة العالمي/الترفيه، وظهر في العديد من الأفلام والمسلسلات التلفزيونية بدور الكاميو. ومن عام 2004 إلى عام 2015، استضاف ترامب برنامج ذا أبرينتايس، وهو برنامج واقعي على قناة إن بي سي يتنافس فيه المتسابقون على مهام متعلقة بالأعمال التجارية. وفي وقت لاحق، شارك في استضافة برنامج ذا سيليبريتي أبرينتايس، حيث تنافس المشاهير للفوز بالمال للأعمال الخيرية.
في وسائل الإعلام، ترامب هو شخصية مرشحة لجائزة إيمي مرتين، وظهر كنسخة كاريكاتورية من نفسه في المسلسلات التلفزيونية والأفلام (على سبيل المثال، وحيد في المنزل 2: ضائع في نيويورك، زولاندر، المربية، ذا فريش برينس أوف بيل إير، ذا درو كاري شو، الجنس والمدينة، أيام حياتنا، وول ستريت: المال لا ينام أبدا)، وكشخصية (الأوغاد الصغار). كما تم التلميح إلى دونالد ترامب أو ذكره في العديد من العروض والأفلام التي لم يظهر فيها. لقد كان موضوعًا لممثلي الكوميديا (أبرزهم موضوع سخرية كوميدية من دونالد ترامب)، وفناني الرسوم المتحركة فلاش، وفناني الكاريكاتير عبر الإنترنت. كان لترامب أيضًا برنامجه الإذاعي اليومي الخاص به والذي يسمى ترامبد!.
ظهر ترامب أيضًا في عدد من الإعلانات التجارية التليفزيونية لبيتزا هت. تم بث أول هذه الإعلانات التجارية في الولايات المتحدة في عام 1995، وظهر هو وزوجته السابقة إيفانا ترامب في الترويج لبيتزا ستافد كراست. تم بث الإعلان الثاني من هذه الإعلانات التجارية في السوق الأسترالية في عام 2000، وكان لبيتزا "نيويوركر" الكبيرة التي كانت السلسلة تروج لها في ذلك الوقت. في عام 2002، ظهر ترامب في ثلاثة إعلانات تجارية لماكدونالدز تضم غريماس، والتي حصل مقابلها على 500،000 دولار.
ومن بين العلامات التجارية الأخرى التي ظهر ترامب في إعلاناتها التجارية بيبسي، ومايسيز، وأوريو، وسيرتا، وفيريزون، وفيزا. كما ظهر ترامب في إعلانات تجارية لمنتجاته الخاصة، مثل لعبة ترامب وشرائح لحم ترامب، كما قدم ترامب صوته للعبة الفيديو قطب العقارات دونالد ترامب من إنتاج شركة أكتيفجن. وقد تم بث كل هذه الإعلانات التجارية بين ثمانينيات القرن العشرين وعقد 2010.
منذ بداية مسيرته السياسية في عام 2015، وخاصة بعد فوزه بالانتخابات الرئاسية عام 2016 وحفل تنصيبه للمره الأولى في يناير 2017 ومرورا ايضا برحيله عن منصبه وتنصيب جو بايدن في يناير 2021 وصولا الى حفل تنصيبه للمره الثانية في يناير 2025، طغت شهرته الشخصية على دوره العام كرئيس أو مرشح. ولا يزال ترامب يهيمن على الخطاب العام.

## الكتب
كان أول كتاب لترامب من تأليف كاتب آخر، فن الصفقة (1987)، ضمن قائمة نيويورك تايمز لأفضل الكتب مبيعًا لمدة 48 أسبوعًا. ووفقًا لمجلة نيو يوركر، «وسع الكتاب شهرة ترامب إلى ما هو أبعد من مدينة نيويورك، حيث روج لصورة نفسه كصانع صفقات ناجح وقطب أعمال». قال توني شوارتز، الذي يُنسب إليه الفضل كمؤلف مشارك، لاحقًا إنه قام بكل الكتابة، بدعم من هوارد كامنسكي، رئيس دار نشر راندوم هاوس آنذاك، ناشر الكتاب. نُشرت مذكرتان أخريان أقل أهمية في عامي 1990 و1997.
بعد تركه منصبه في عام 2021، أصبح ترامب أول رئيس أمريكي سابق في الآونة الأخيرة لا ينجح في تأمين صفقة كتاب بسرعة، وهو ما نجح فيه العديد من أعضاء إدارته. قال ترامب إنه تلقى عرضين ورفضهما. لكن بوليتيكو ذكرت أن أياً من الناشرين «الخمسة الكبار» لم يتصلوا بترامب، وأنهم كانوا مترددين في القيام بذلك بسبب سمعته بالكذب.

## المصارعة المحترفة
كانت لترامب علاقة متقطعة مع اتحاد المصارعة المحترفة اتحاد المصارعة العالمي/الترفيه ومالكيها فينس وليندا مكمان منذ أواخر الثمانينيات؛ في عامي 1988 و1989، تم الإعلان عن راسلمينيا 4 و5، اللتين أقيمتا في قاعة مؤتمرات أتلانتيك سيتي، في القصة على أنهما أقيمتا في ترامب بلازا القريبة. [بحاجة لمصدر] في عام 2004، ظهر ترامب في مقابلة حية في راسلمينيا 20، أجراها جيسي فنتورا، المصارع السابق وحاكم مينيسوتا السابق.
في عام 2007، شارك ترامب في قصة «معركة المليارديرات» ضد فينس مكمان. ثم تصدر ترامب عناوين راسلمينيا 23 في ذلك العام. في عام 2009، شارك ترامب في قصة اشترى فيها دبليو دبليو إي راو من فينس مكمان، ثم أعاد بيعها بعد فترة وجيزة. في عام 2013، تم إدخاله إلى قاعة المشاهير دبليو دبليو إي في جناح المشاهير.

## التلفزيون والسينما
تم تصوير مشاهد الكازينو في فيلم الطقس جيد في ديريباسوفسكايا، وتهطل الأمطار مرة أخرى على شاطئ برايتون عام 1992 في منتجع كازينو ترامب تاج محل (الذي أصبح الآن فندق وكازينو هارد روك أتلانتيك سيتي). تدور أحداث الفيلم حول أنشطة عميل كي جاي بي في الولايات المتحدة التي تحاصر شيخًا. يشير عنوان الفيلم إلى شارع ديريباسوفسكايا في أوديسا، أوكرانيا.

### البرامج الحوارية
بدءًا من تسعينيات القرن العشرين، كان ترامب ضيفًا حوالي 24 مرة في برنامج هوارد ستيرن الذي يُذاع على المستوى الوطني. كما كان لديه برنامج حواري قصير خاص به يسمى ترامبد! (مدة البرنامج من دقيقة إلى دقيقتين في أيام الأسبوع) من عام 2004 إلى عام 2008. في عام 2011، حصل على مكان ضيف أسبوعي غير مدفوع الأجر كمعلق على برنامج فوكس & فريندز والذي استمر حتى بدأ ترشحه للرئاسة في عام 2015.

### ذا أبرينتايس

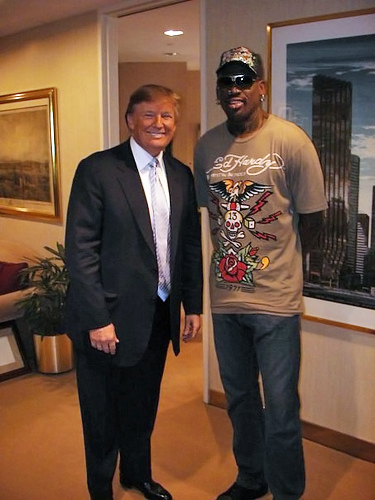
ترامب مع دينيس رودمان في برنامج ذا سيليبريتي أبرينتايس عام 2009

في عام 2003، أصبح ترامب المنتج المشارك والمضيف لبرنامج الواقع على قناة إن بي سي، ذا أبرينتايس، حيث نافست مجموعة من المتنافسين على وظيفة إدارية رفيعة المستوى في إحدى شركات ترامب التجارية. وتم «طرد» المتسابقين الآخرين على التوالي وإقصاؤهم من اللعبة. في عام 2004، تقدم دونالد ترامب بطلب تسجيل علامة تجارية للعبارة الشهيرة «أنت مطرود» (بالإنجليزية: You're fired).
في العام الأول من العرض، حصل ترامب على 50،000 دولار لكل حلقة (حوالي 700،000 دولار للموسم الأول)، ولكن بعد النجاح الأولي للعرض، حصل على 3 ملايين دولار لكل حلقة، مما جعله أحد الشخصيات التلفزيونية الأعلى أجراً في ذلك الوقت. في المجموع، كسب ترامب 427 مليون دولار في وقته الذي استضافته فيه العرض وفقًا لسجلات الضرائب التي راجعتها صحيفة نيويورك تايمز في عام 2020، والتي تضمنت 197 مليون دولار من المدفوعات المباشرة من العرض، و230 مليون دولار من ندوات الأعمال، وصفقات الترخيص، والرعاية المتعلقة بالعرض، بعد عام 2011، بدأت أرباح ترامب المتعلقة بالعرض في الانخفاض بشكل كبير من 51 مليون دولار في عام 2011 إلى 21 مليون دولار في عام 2014، و3 ملايين دولار في عام 2018 بسبب انخفاض التقييمات، وإزالته كمضيف في عام 2015، وإلغاء العرض في عام 2017. حصل ترامب على نجمة في ممشى المشاهير في هوليوود لمساهمته في التلفزيون (برنامج ذا أبرينتايس).
وبالتعاون مع المنتج التلفزيوني البريطاني مارك بيرنت، قام ترامب أيضًا بتنظيم برنامج ذا سيليبريتي أبرينتايس، حيث يتنافس نجوم مشهورون للفوز بالأموال لصالح أعمالهم الخيرية. وفي حين أن ترامب وبورنيت شاركا في إنتاج البرنامج، ظل ترامب في المقدمة، حيث كان يقرر الفائزين ويطرد الخاسرين.

### الظهور القصير
ظهر ترامب في ثمانية أفلام وبرامج تلفزيونية وأدى أغنية كشخصية من غرين أيكرز مع ميغان مولالي في حفل توزيع جوائز إيمي برايم تايم السابع والخمسين في عام 2005. يدعي الممثل مات ديمون أن قائمته الطويلة من الظهور في المشاهد القصيرة ترجع إلى المطالبة بالسماح له بالظهور في أي فيلم يضم أحد ممتلكاته، وأن هذه المشاهد عادة ما يتم قطعها في مرحلة ما بعد الإنتاج.

### عضوية نقابة ممثلي الشاشة
أصبح ترامب عضوًا في نقابة ممثلي الشاشة – الاتحاد الأمريكي لفناني التلفزيون والإذاعة ساج أفترا في عام 1989. في 19 يناير 2021، صوت المجلس الوطني لنقابة الممثلين ساج أفترا على عقد عملية تأديبية لمناقشة طرد ترامب من النقابة بسبب دوره في اقتحام مبنى الكابيتول الأمريكي عام 2021 و«حملة متهورة من المعلومات المضللة» التي عرضت أعضاء آخرين في نقابة ممثلي الشاشة ساج أفترا للخطر. في 4 فبراير، استقال ترامب قبل الموعد المحدد لعقد العملية التأديبية.
في نموذج الإفصاح المالي الذي كان عليه تقديمه عند تسجيل حملته الرئاسية لعام 2024، ذكر ترامب أنه في عام 2022 حصل على معاش تقاعدي من نقابة ممثلي الشاشة يتراوح بين 100 ألف دولار ومليون دولار ومعاش تقاعدي من نقابة ممثلي الشاشة يتراوح بين 15 ألف دولار و50 ألف دولار.